# Cle Elum (Washington)
Cle Elum je grad u američkoj saveznoj državi Washington. Prema popisu stanovništva iz 2010. u njemu je živjelo 1.872 stanovnika.